# Sunipia intermedia
Sunipia intermedia là một loài thực vật có hoa trong họ Lan. Loài này được (King & Pantl.) P.F.Hunt miêu tả khoa học đầu tiên năm 1971.